# Литвиновичі (Польща)
Литвиновичі (Літвіновіче, пол. Litwinowicze) — село в Польщі, у гміні Нурець-Станція Сім'ятицького повіту Підляського воєводства. Населення — 103 особи (2011).

## Історія
Вперше згадуються 1499 року. У XVI столітті належало боярам Литвинівським.
У 1975—1998 роках село належало до Білостоцького воєводства.

## Демографія
Демографічна структура станом на 31 березня 2011 року:
|          | Загалом | Допрацездатний вік | Працездатний вік | Постпрацездатний вік |
| -------- | ------- | ------------------ | ---------------- | -------------------- |
| Чоловіки | 44      | 5                  | 27               | 12                   |
| Жінки    | 59      | 9                  | 23               | 27                   |
| Разом    | 103     | 14                 | 50               | 39                   |